# Джилл Оффісер
Джилл Оффісер (англ. Jill Officer; нар. 2 червня 1975, Вінніпег, Канада) — канадська керлінгістка. Чемпіонка зимових Олімпійських ігор 2014 року у команді з Кейтлін Лоз, Дженніфер Джонс, Дон Мак-Юен, Кірстен Волл.